# ネイサン・ケルシー・ホール

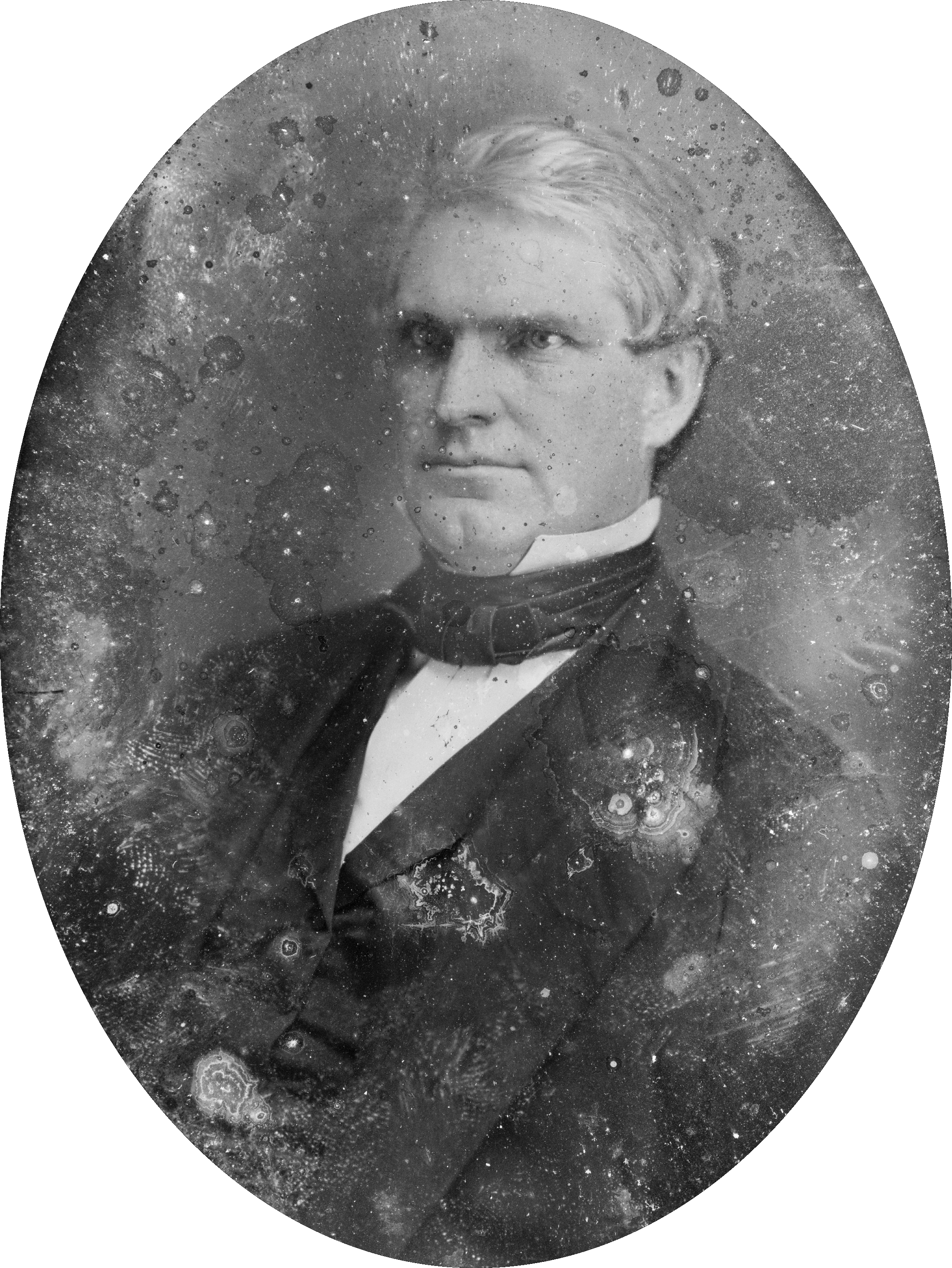
ネイサン・ケルシー・ホール

ネイサン・ケルシー・ホール（Nathan Kelsey Hall, 1810年3月28日 - 1874年3月2日）は、アメリカ合衆国の政治家。アメリカ合衆国下院議員およびアメリカ合衆国郵政長官を務めた。

## 生い立ちと家族
1810年3月28日、ホールはニューヨーク州マーセラスにおいて、アイラ・ホール (Ira Hall, 1788-1860) とキャサリン・ローズ (Catharine Rose, 1789-1814) の息子として誕生した。
ホールの母親は1810年に死去し、またホールの父親は1818年にホールのもとを離れて西方へ移住した。ホールは自身が生まれた農場で1826年まで生活し、地元のオノンダガ・ヴァレー・アカデミーで学んだ。
1826年、ホールは父親と再会するために故郷を離れ、ナイアガラ・フロンティアで父親と再会した。ホールはニューヨーク州バッファローにおいて父親が営む靴屋の仕事の手伝いを始めたが、間もなくホールは法律の勉強をするためにバッファローを離れた。
1832年11月16日、ホールはエミリー・ペイン (Emily Payne, 1811-1880) と結婚した。2人の間には以下の子供が生まれた。
- ネイサン・ホール (Nathan Hall, 1833-1835)
- フレデリック・ホール (Frederick Hall, 1836-1852)
- エミリー・ホール (Emily Hall, 1838-1863)
- フランク・ホール (Frank Hall, 1845-1848)
- グレイス・ホール (Grace Hall, 1850-1880)

## 弁護士業
1826年5月1日、ホールはニューヨーク州イースト・オーロラにおいて、開業間もない弁護士ミラード・フィルモアの法律事務所に雇われた。ホールはフィルモアの下で法律を学んだ。
ホールはフィルモアとともに、公私ともに助け合った。2人は困難な状況をともに乗り越え、同じ労働的価値観を共有した。ホールは自身のノートにおいて、自らの信条について以下のように述べた。
私の信条は誠実さ、勤勉さ、そして忍耐強さであります。それらは私に名誉、富、そして普遍的尊敬をもたらしてくれるでしょう。
1830年、ホールはフィルモアとともにバッファローに移り、共同で弁護士業を開始した。2人はともにビジネスと政治で成功を収めた。

## 初期の政治活動
ホールは1832年に司法試験に合格後、ニューヨーク州エリー郡副書記官、エリー郡監督委員会書記官、バッファロー市検察官、バッファロー市議会議員を歴任した。さらにホールは1839年にニューヨーク州衡平法裁判所判事補佐官、1841年から1845年までニューヨーク州民事訴訟裁判所判事、1846年にニューヨーク州下院議員を務めた。
1846年、ホールはニューヨーク州第32選挙区においてホイッグ党から合衆国下院議員に選出された。ホールは1847年から1849年まで合衆国下院議員を務めた。ホールは1848年にも同選挙区から合衆国下院議員に立候補したが、敗北した。

## 郵政長官
1850年、ホールはミラード・フィルモア大統領により、郵政長官に任命された。ホールは1852年まで郵政長官を務め、また短期間内務長官代行も務めた。
ホールは郵政長官として、最高で3000マイルを超える距離を扱う国内郵便に対し、その郵便料金を3セントまで縮小した。これについてホールは、後にこのように述べた。
郵政省の収益が郵便料金の削減によって絶えず減少し続けたことは、否定しようのない事実です。しかしながらこの減益は、この削減によって得られる公益に鑑みると、ごくわずかなものでしかないと考えます。

## 晩年
1852年、ホールは郵政長官を辞任し、ニューヨーク州北地区の合衆国地方裁判所判事となった。ホールは以後22年間に渡って、バッファローを管轄した。
1874年3月2日、ホールは過労により、バッファローで死去した。ホールの遺体はバッファロー市内のフォレスト・ローン墓地に埋葬された。